# Аленічев Андрій Анатолійович
Андрій Анатолійович Аленічев (рос. Андрей Анатольевич Аленичев; 27 січня 1971, Селище Меліораторів, Великолуцький район, Псковська область, РРФСР) — радянський, російський футболіст та тренер. Старший брат футболіста Дмитра Аленічева. Майстер спорту Росії з футболу.

## Клубна кар'єра
Навчався у загальноосвітній середній школі №6 міста Великі Луки. Футболом розпочав займатися у спортивному комплексі «Експрес» у тренера Леоніда Алексєєва, потім у ДЮСШ №2 у Г. І. Яковлєва. Почав кар'єру у Великих Луках. З 1987 по 1989 грав за аматорську команду радіозаводу «Чайка» у Ю. М. Макарова. З 1990 по 1991 рік був гравцем псковської команди «Машинобудівник». 1992 року кілька місяців виступав у клубі Першої української ліги за «Приборист». 1993 року повернувся до «Машинобудівника». З 1994 по 1995 рік виступав за хорватський «Самобор», потім перейшов в інший хорватський клуб «Славонію», за яку провів 7 матчів (3 голи) у найвищому дивізіоні чемпіонату Хорватії сезону 1995/96, після чого перейшов у бельгійський «Генк». З 1996 по 1998 рік виступав за команду «Енергія» (Великі Луки). З 1999 по 2005 рік виступав у команді «Псков-2000», у складі якої став майстром спорту. Завершив кар'єру 2008 року в клубі «Псков-747». Щорічно брати Аленічеви у Великих Луках організують матч пам'яті першого тренера Леоніда Івановича Алексєєва.
Входив у тренерський штаб «Пскова-747», який грав у другому дивізіоні: у 2009 – головний тренер, у 2010 – помічник В. П. Косогова. Був головним тренером команди «Автофаворит» (Псков), яка грала у змаганнях міста, області та МРО «Північно-Захід», а також у 2018 році зіграла в 1/256 фіналу Кубку Росії.

## Адміністративна діяльність
У листопаді 2006 року Андрій Аленічев був кандидатом на пост президента Псковської обласної федерації футболу, але за результатами виборів поступився Олексію Севастьянову. 19 січня 2007 року призначений віце-президентом вище вказаної організації. На цій посаді він займається роботою комітетів та комісій обласної федерації футболу та очолює діяльність комітету масового футболу. З березня 2012 року обраний депутатом Псковської міської Думи 5-го скликання. У березні 2013 року обраний головою псковської обласної федерації футболу.

## Особисте життя
У 1996 році закінчив Великолуцький державний інститут фізичної культури. 2009 року закінчив Міжгалузевий регіональний центр підвищення кваліфікації професійної перепідготовки «Вища школа тренерів» Російського державного університету фізичної культури, спорту та туризму.
Син Максим (народився 2001 року) – футболіст команди «Луки-Енергія».